# 香園寺
香園寺（こうおんじ）は、愛媛県西条市小松町南川にある真言宗系の単立寺院（元御室派の寺院）。栴檀山（せんだんさん）、教王院（きょうおういん）と号す。本尊は大日如来。四国八十八箇所の第六十一番札所であり、子安大師の寺として親しまれている。
- 本尊真言：おん あびらうんけん ばざらだどばん
- ご詠歌：後の世を思えば詣（まい）れ香園寺　止（と）めて止まらぬ白滝（しらたき）の水
- 納経印：当寺本尊、白瀧不動明王

## 沿革
寺伝によれば、用明天皇の病気平癒を祈願して聖徳太子が建立し、天皇からは教王院の勅号を賜ったとされる。天平年間（729年 – 749年）には行基が巡錫。大同年間には、空海が巡錫中、当寺の門前で身重の婦人が苦しんでいた。空海は栴檀の香を焚いて加持祈祷をすると元気な男の子が無事に出産した。また、栴檀の香を焚いて、安産・子育て・身代り・女人成仏を祈る四誓願の護摩修法をした。以来、安産・子育ての信仰の寺となったという。
実際の創建年は不詳であるが、奥の院の白滝不動から北へ行った海岸あたりで中山川下流に大日という場所があり、そこにあった大日堂が白滝不動で修行する人達の納経所になって、さらに大日如来を本尊とする寺になり、現在地へ移ったとも云われている。
天正年間（1573年 – 1592年）兵火に遭って焼失したが、江戸時代に入り小松藩主一柳氏の帰依を得て寛永年間（1624年 – 1644年）に再興されている。また古くは、高鴨神社の別当寺であったとされる。
1903年（明治36年）36代住職になった山岡瑞園大和尚により、1914年（大正3年）に本堂を再興、大正7年に「子安講」を創始し、全国はおろか海外にまで講員を拡大し隆盛に尽力した。
1976年（昭和51年）本堂は妙雲寺に移築され、その跡地に、高さ16m座席数620余の鉄筋コンクリート造りの大聖堂が建立される。

## 境内
- 大聖堂：本堂と大師堂を兼ねる。向かって右の外階段から二階の堂内へ入ると、黄金に輝く半丈六の前立本尊と両脇仏として赤子を手にした大師立像と不動明王立像を配し、さらに左に観音立像とその後ろの厨子に愛染明王がいて、大師像は向って右に鎮座し、すべて拝顔し参拝できる。だが本尊の大日如来は前立の後ろの厨子にいて秘仏である。一階中央にも外から参拝できるように簡素な大日如来仏像が祀られている。
- 子安大師堂：赤子を抱いた鋳造の大師立像
- 遍明堂（釈迦堂）
- 聖徳殿（祠）：聖徳太子を奉る。
- 鐘楼
- 句碑：参道の右側に1995年に立てられた種田山頭火の句碑「南無観世音おん手したたる水の一すぢ」「秋の夜の護摩のほのほの燃えさかるなり」と左側に川柳句碑「偉い子はいぬがどの子も親思い」がある。

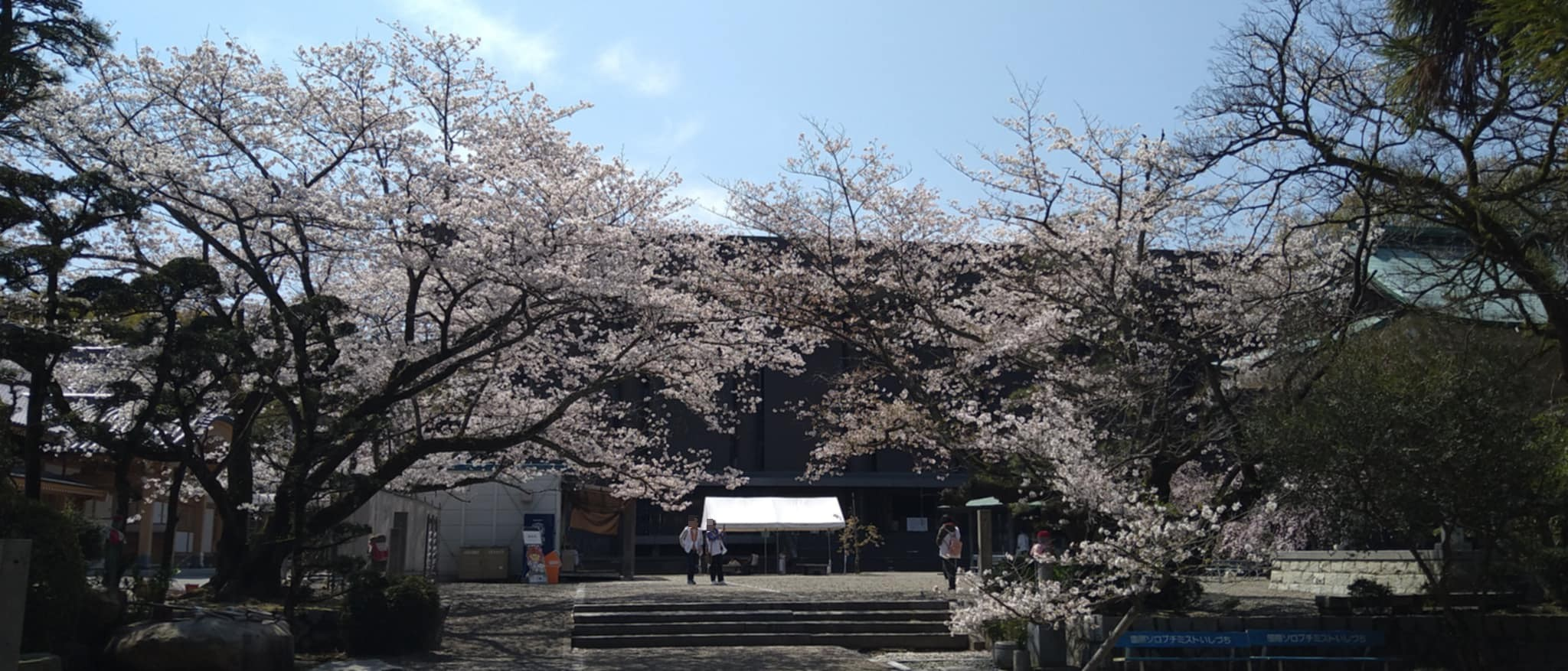
桜の境内
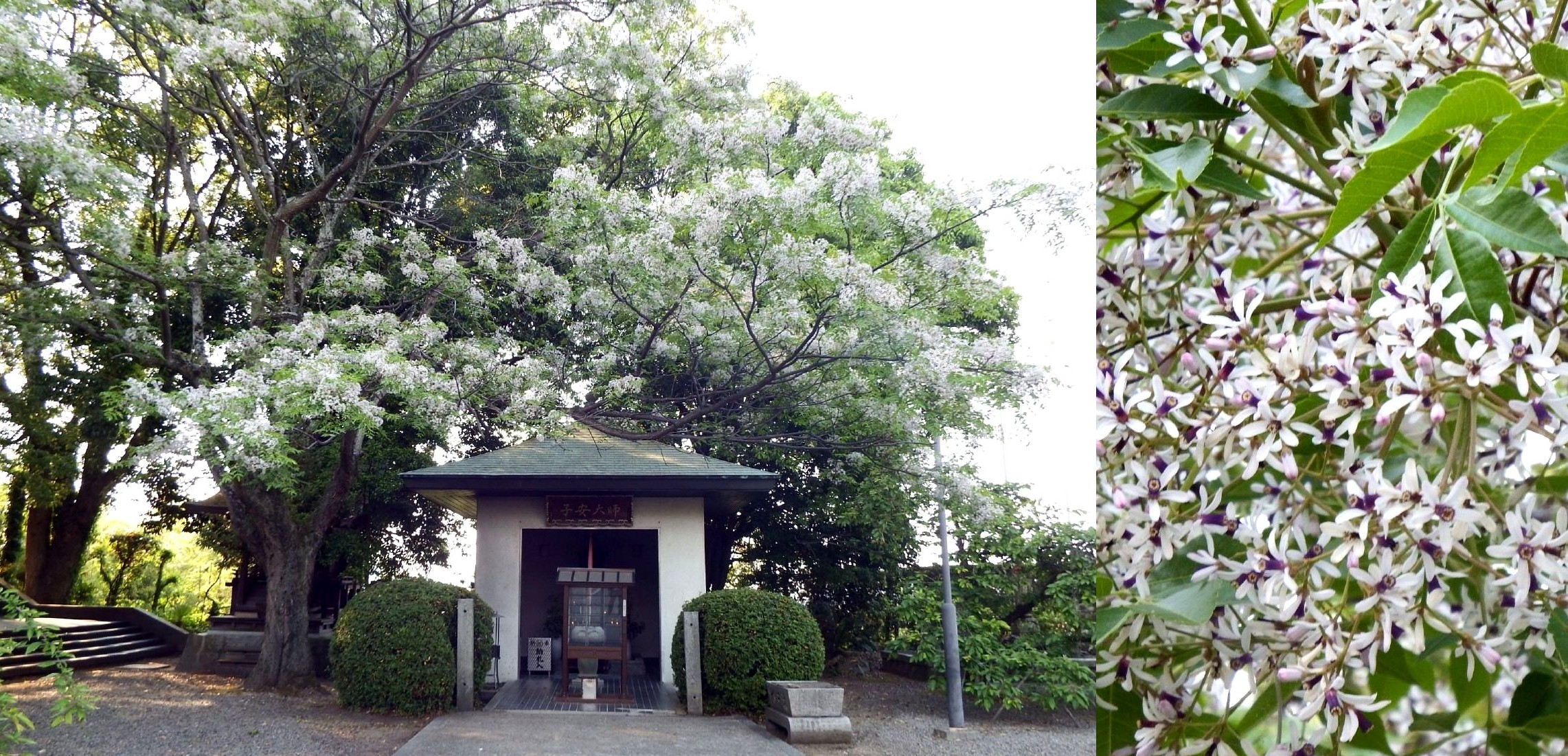
山号にもなった栴檀の花
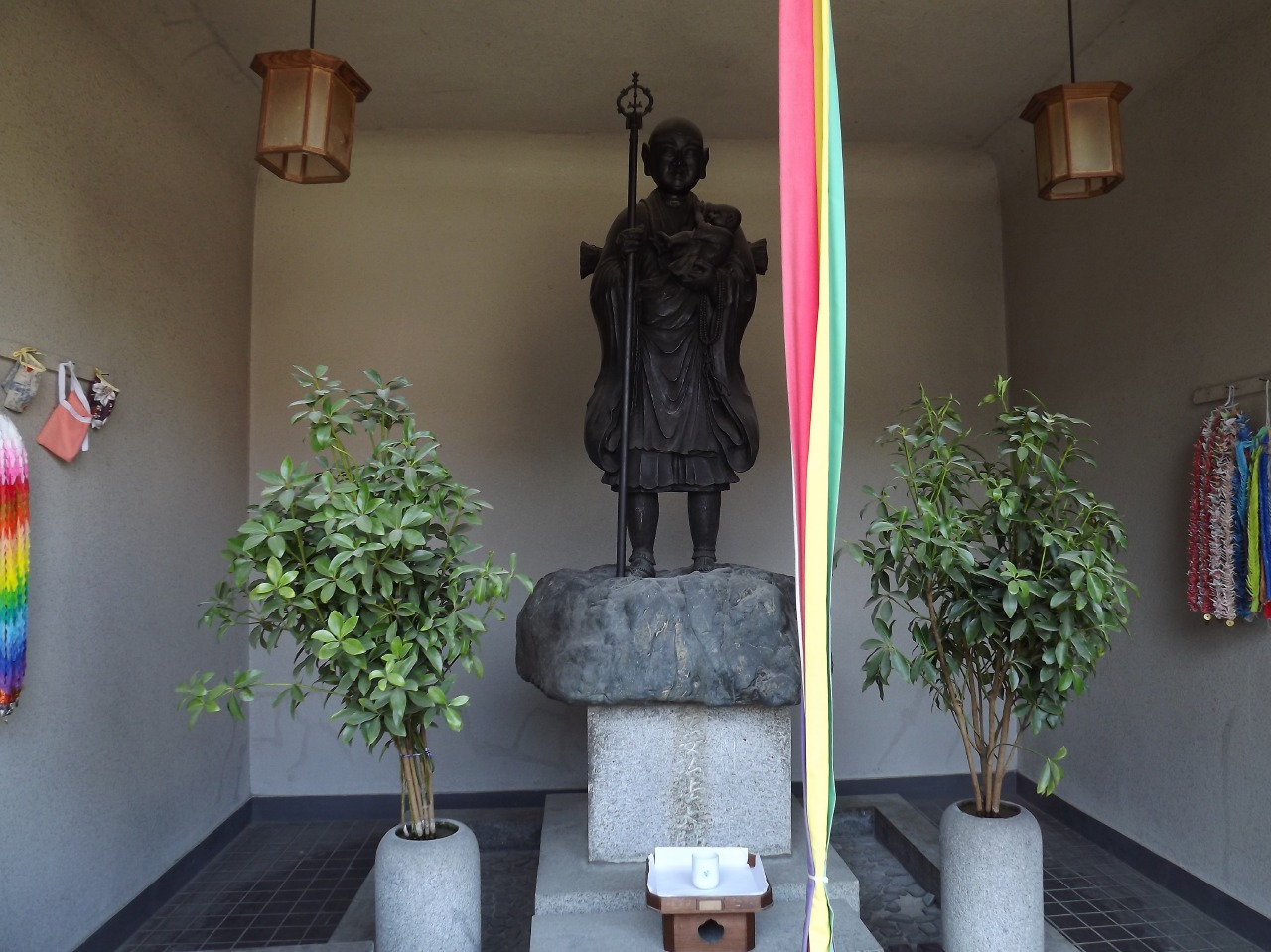
子安大師
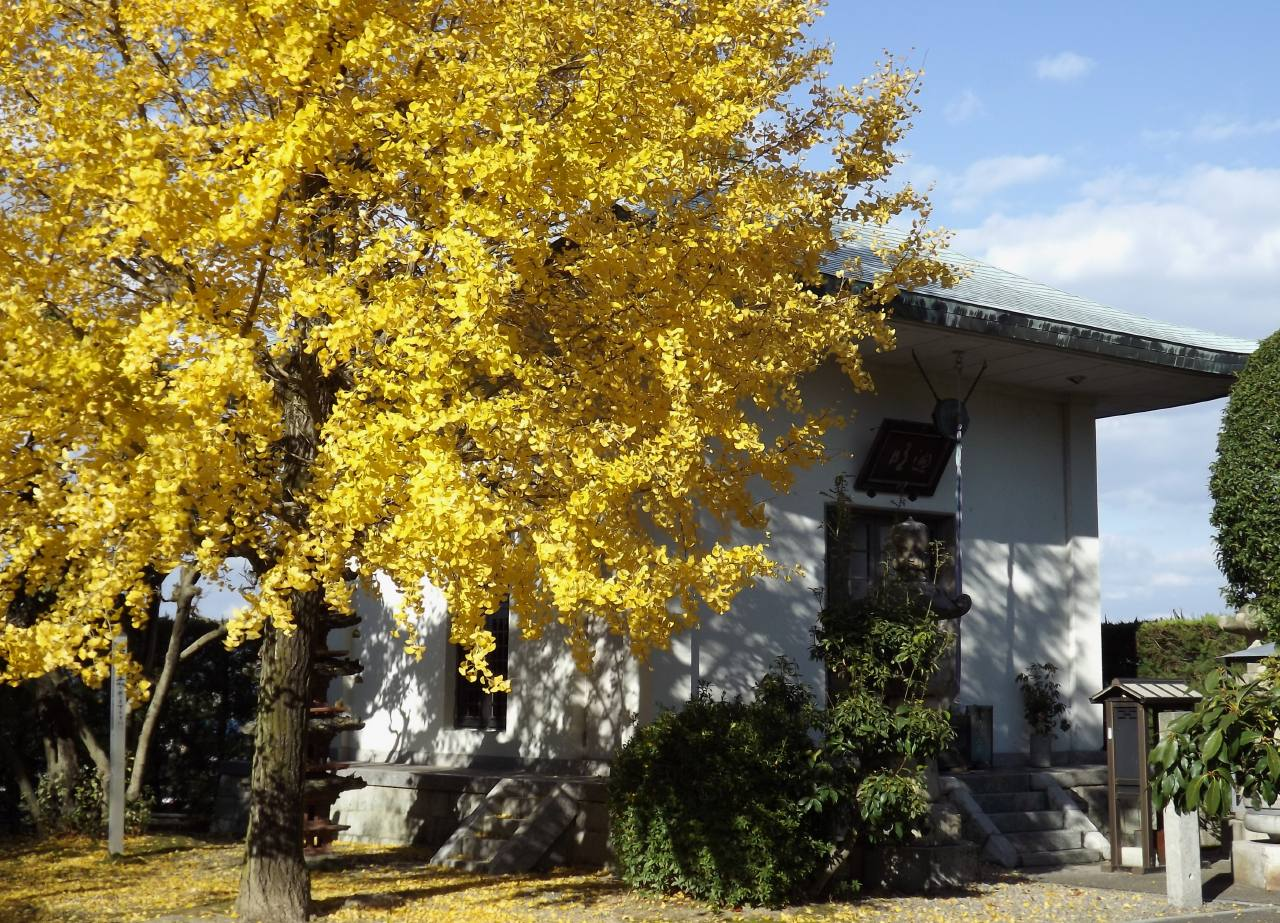
遍明堂
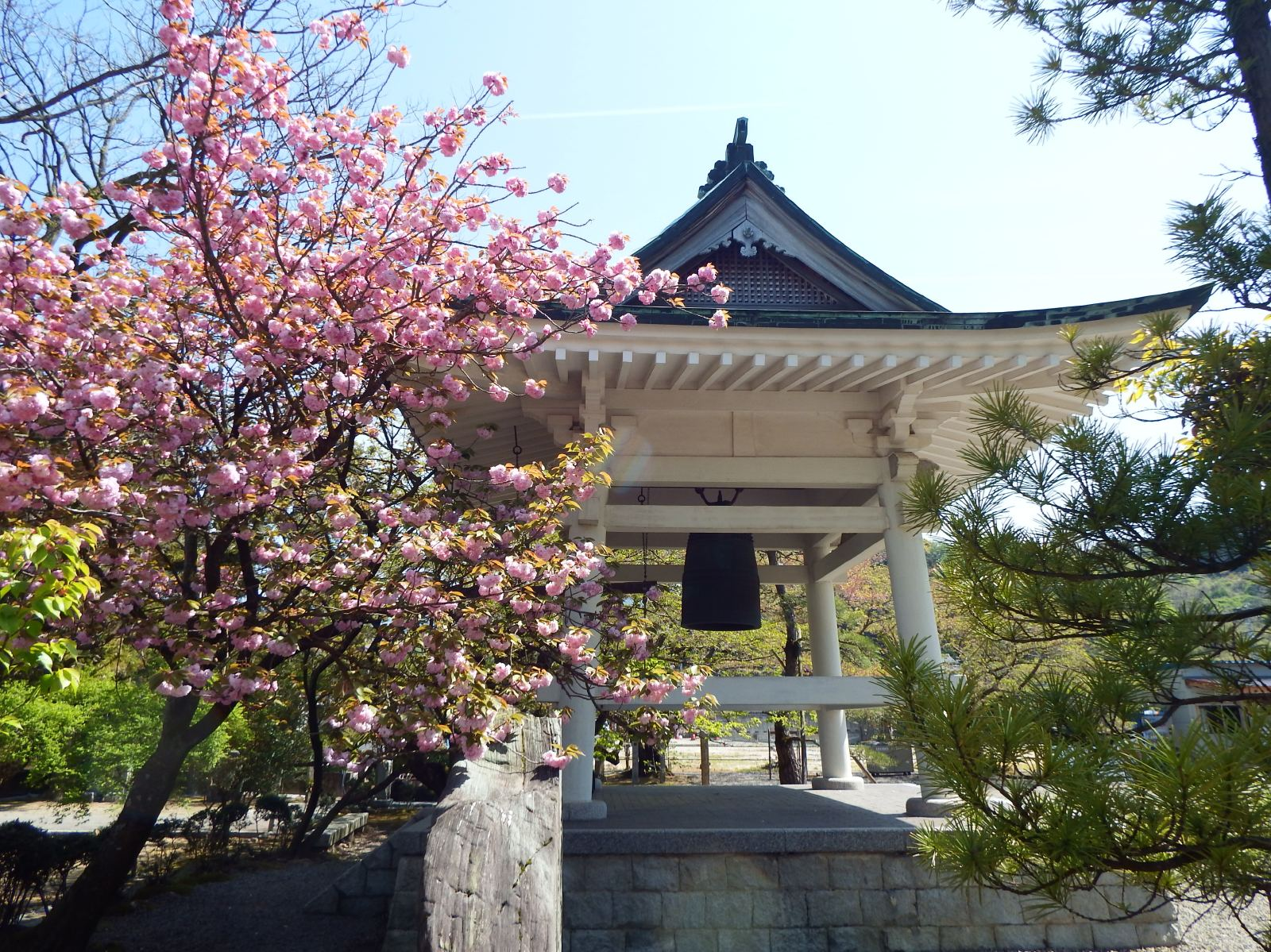
鐘楼堂

参道を進むと左側に手水場が、右に鐘楼があり、その奥に遍明堂(釈迦堂)、正面に本堂と大師堂を兼ねた大聖堂が建っている。大聖堂の右側に聖徳殿と子安大師堂がある。大聖堂の外の前に大きなローソク線香立てがあり、それらを灯してから、大聖堂の向かって右から外階段を上がって二階ホールに入る。中は舞台と観客席があり、舞台中央に前立本尊の大きな金色に輝く大日如来が鎮座していて、秘仏本尊はその後ろの厨子にひっそりと置かれている。大師像は舞台右の厨子の中に奉られている。

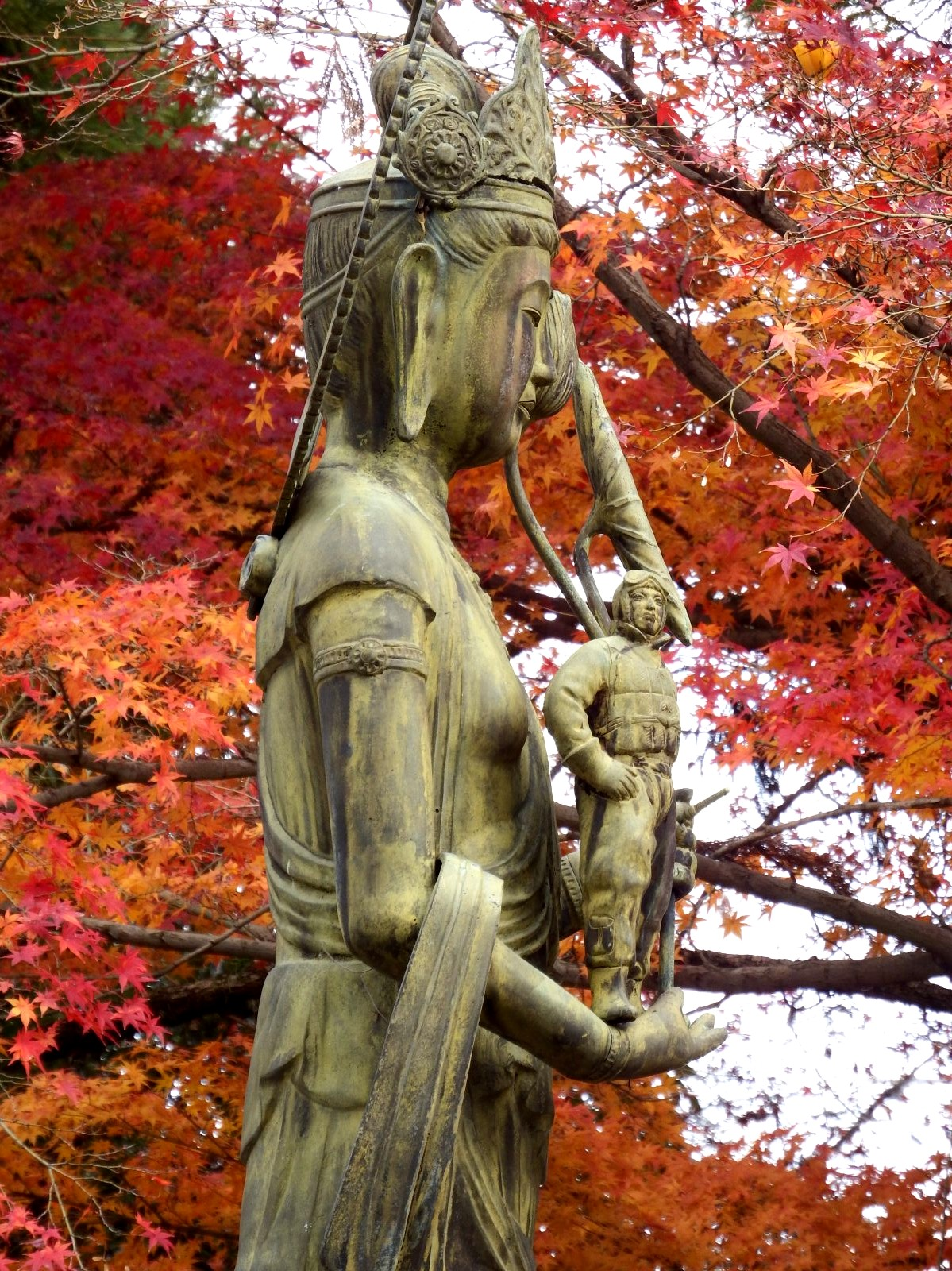
戦争慰霊観音像
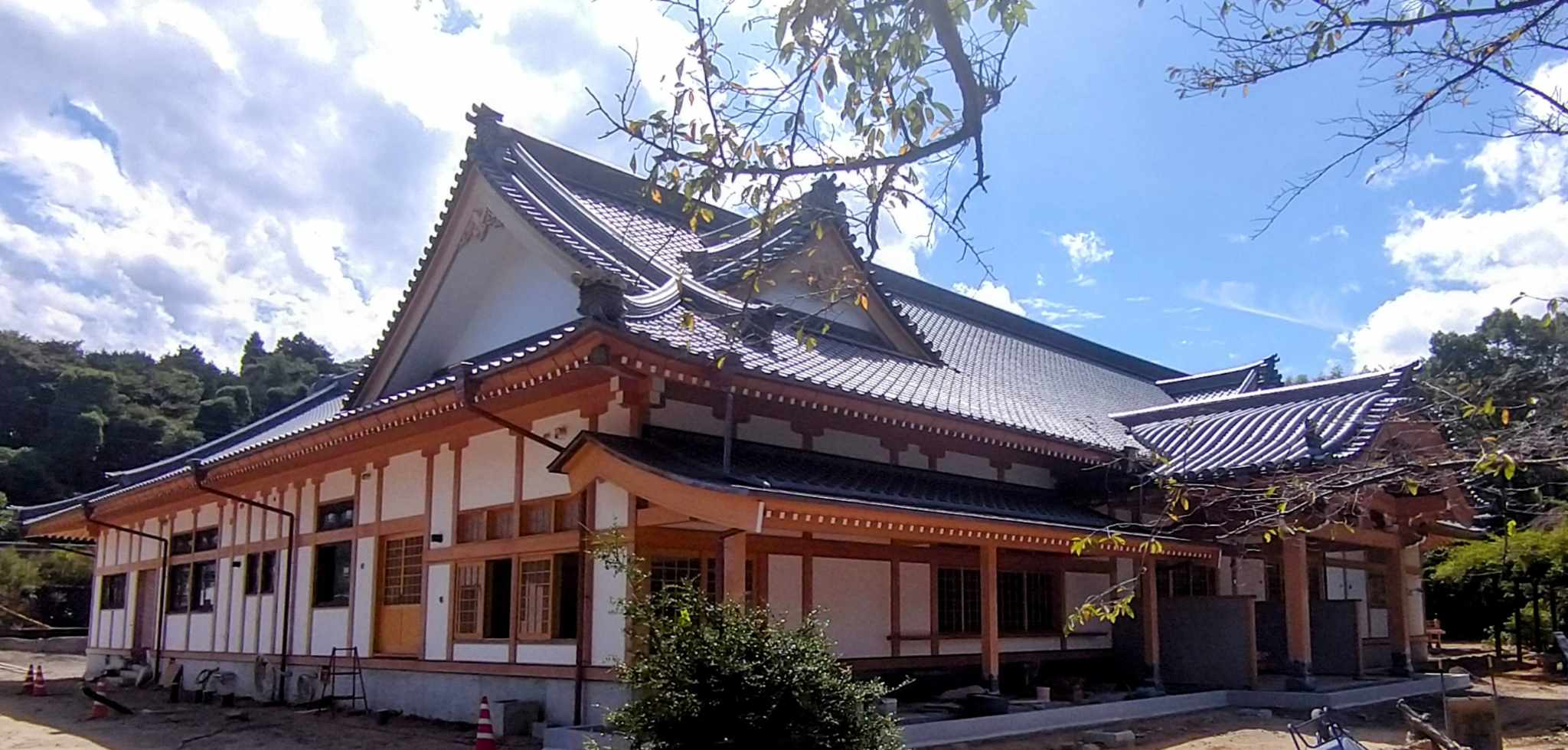
本坊
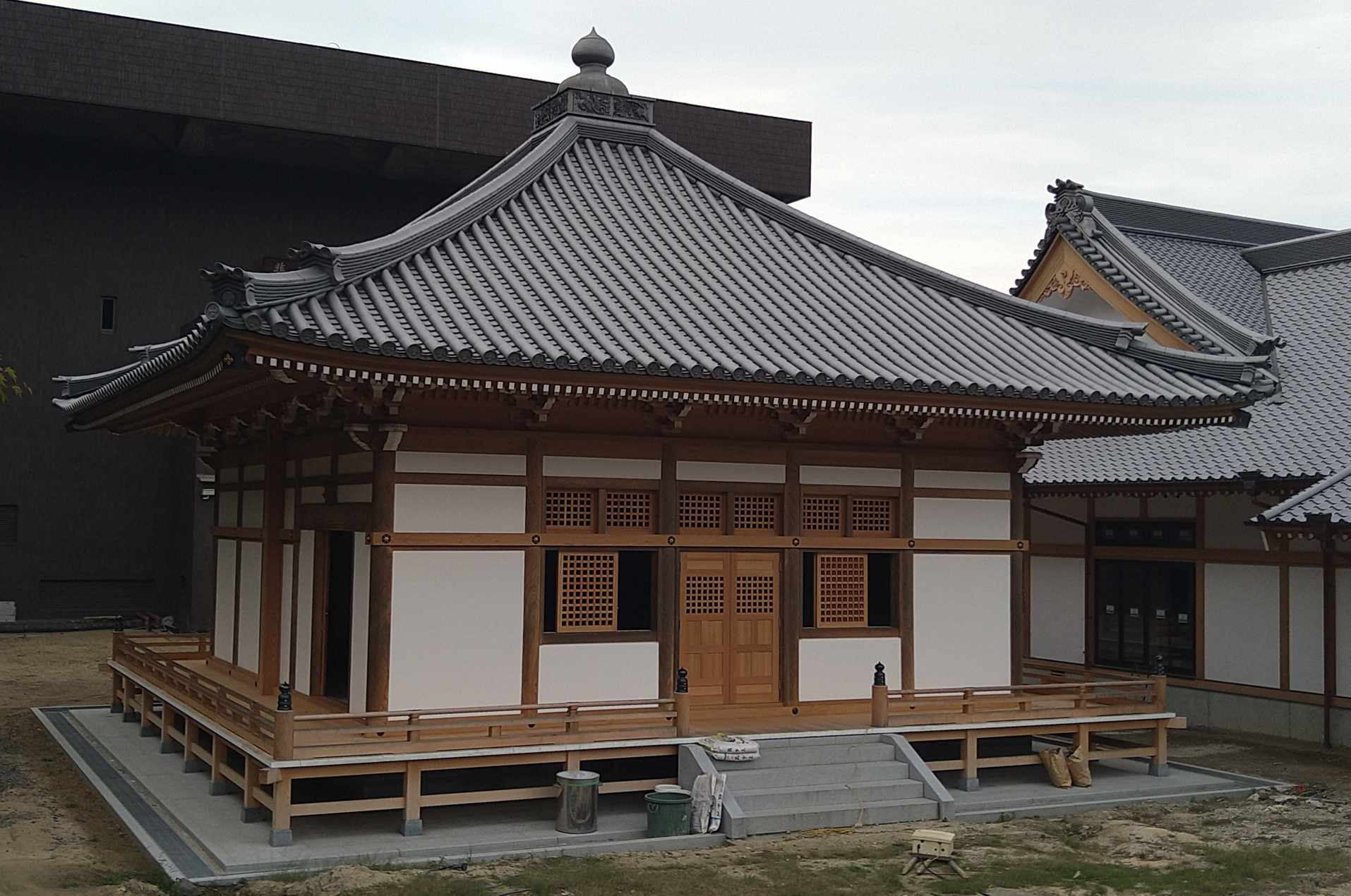
祈祷殿

- 本坊・納経所（建築中）
- 祈祷殿（建築中）
- 宿坊：なし。
- 駐車場：75台、大型3台。無料。

- 戦争慰霊観音像
- 本坊
- 祈祷殿

## 文化財
西条市指定文化財
- 一柳直卿の扁額「栴檀山」「教王院」（市指定工芸品）
- 大日裏山2号古墳（市指定史跡）

## 交通案内
鉄道
- 四国旅客鉄道（JR四国） 予讃線 - 伊予小松駅 下車 (1.5 km)

バス
- せとうちバス 「小松総合支所」下車 (1.1 km)

道路
- 一般道：国道11号 小松町新屋敷 (0.4 km)
- 自動車道：松山自動車道 いよ小松IC (2.8 km)

## 奥の院
白瀧
仏堂は昭和8年山岡瑞園により創設され、本尊は不動明王。仏堂から200 mほど奥に「白瀧」という名の滝があり滝行を行うことができる。
職員が不定期で滞在しており、滞在時は納経可能。但し納経時間は午前9時〜午後3時であり不在時は香園寺にて納経。
- 所在地：愛媛県西条市小松町南川乙61-6 （白瀧）

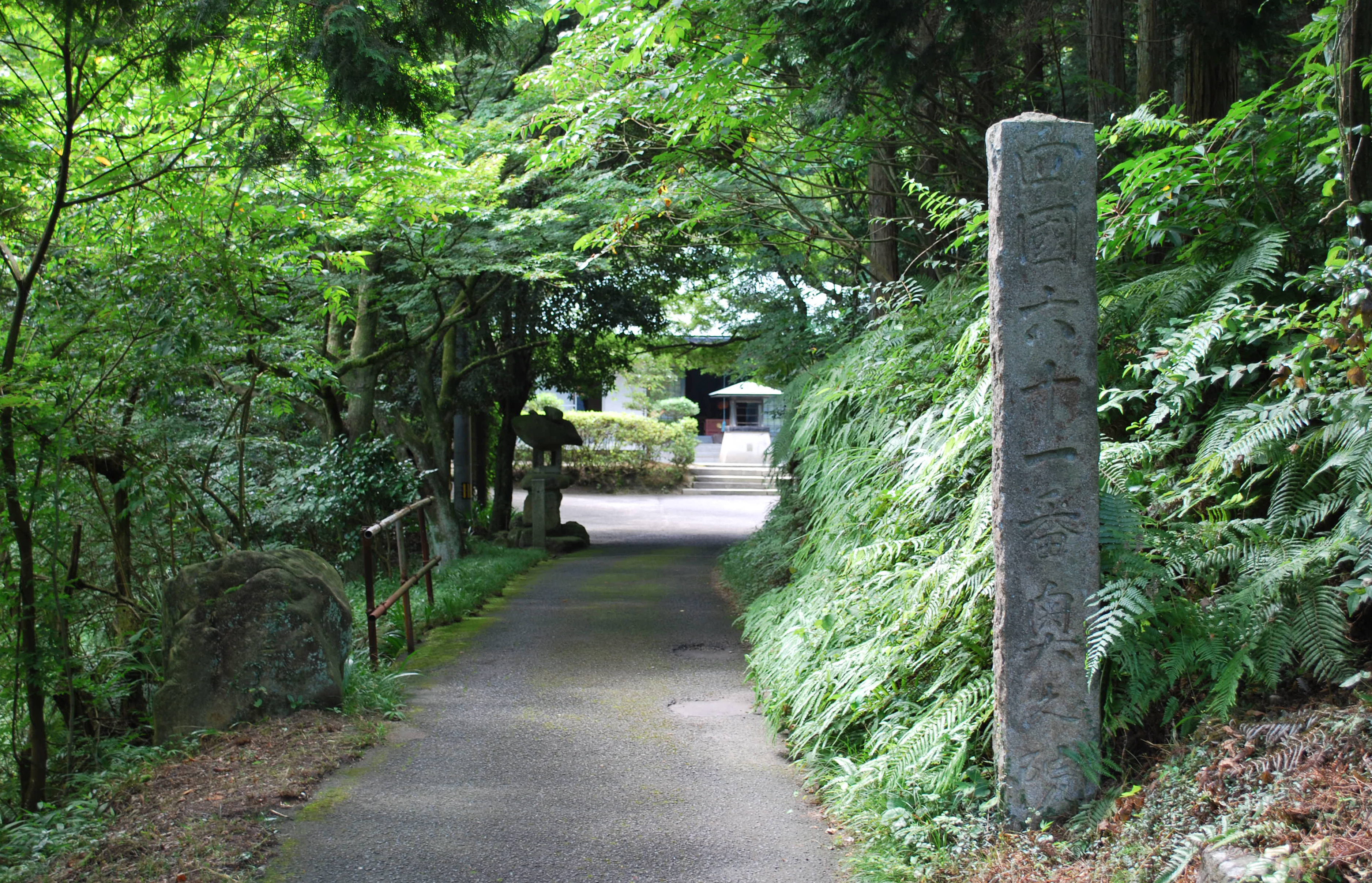
入口
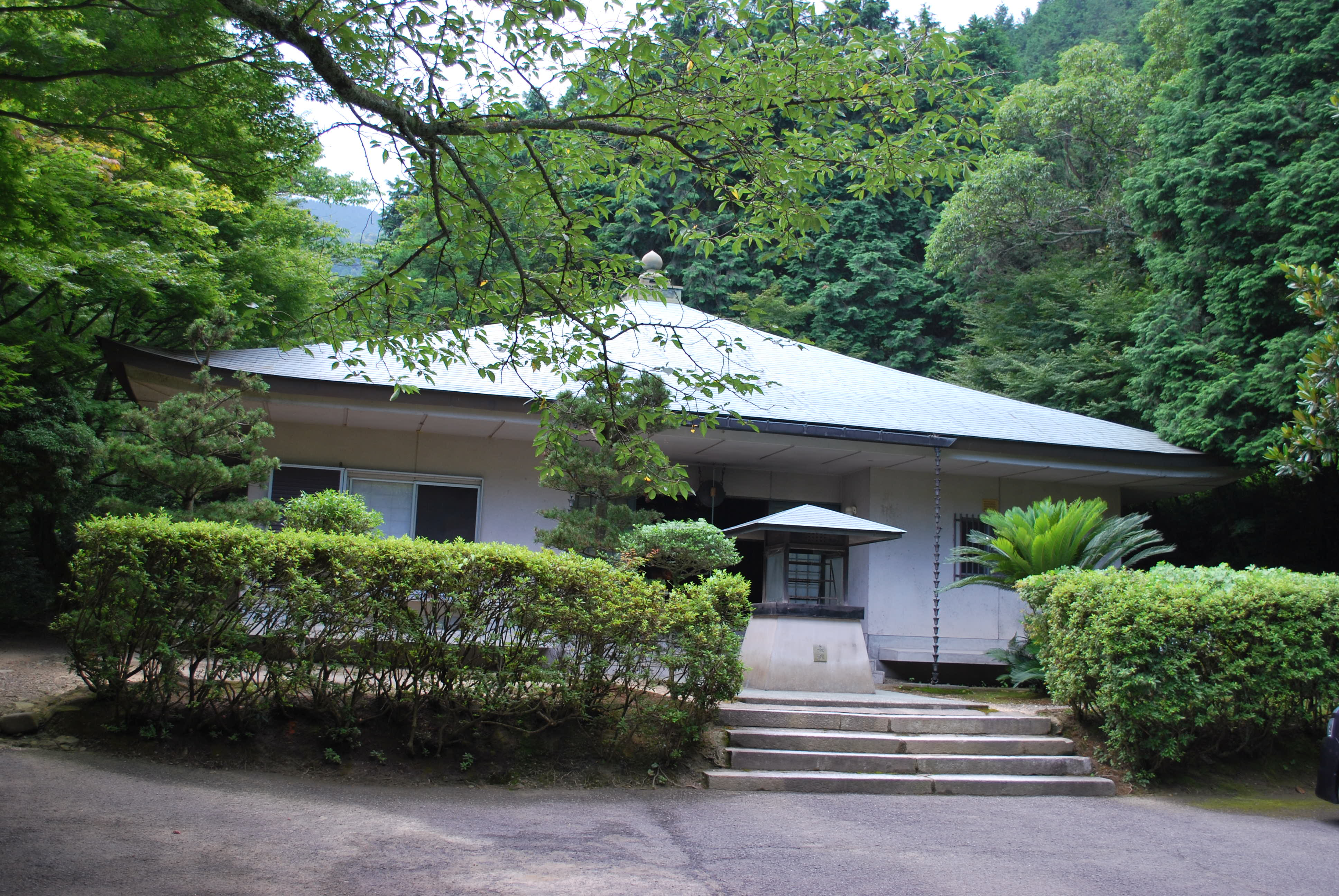
仏堂
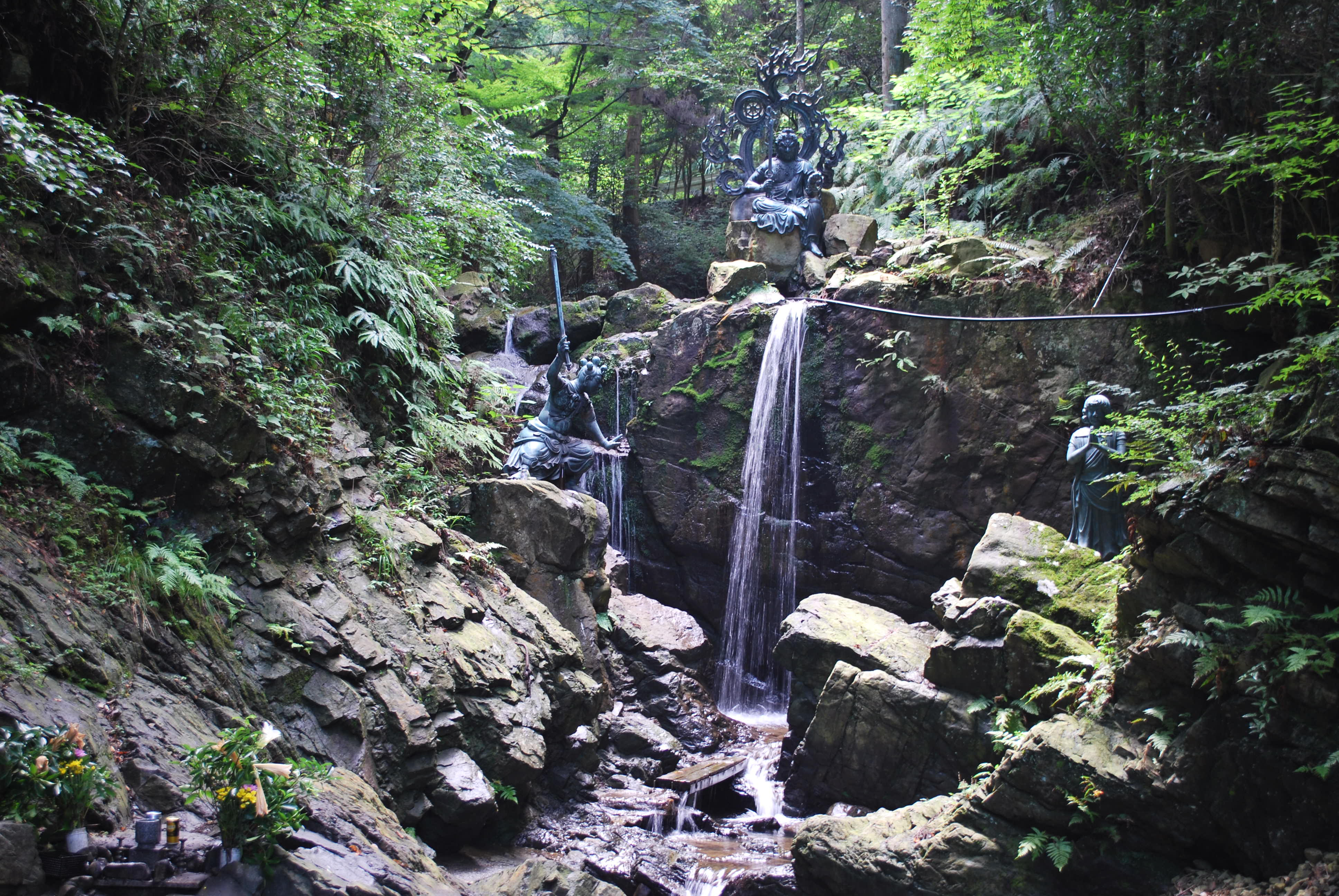
白瀧

## 元別当宮

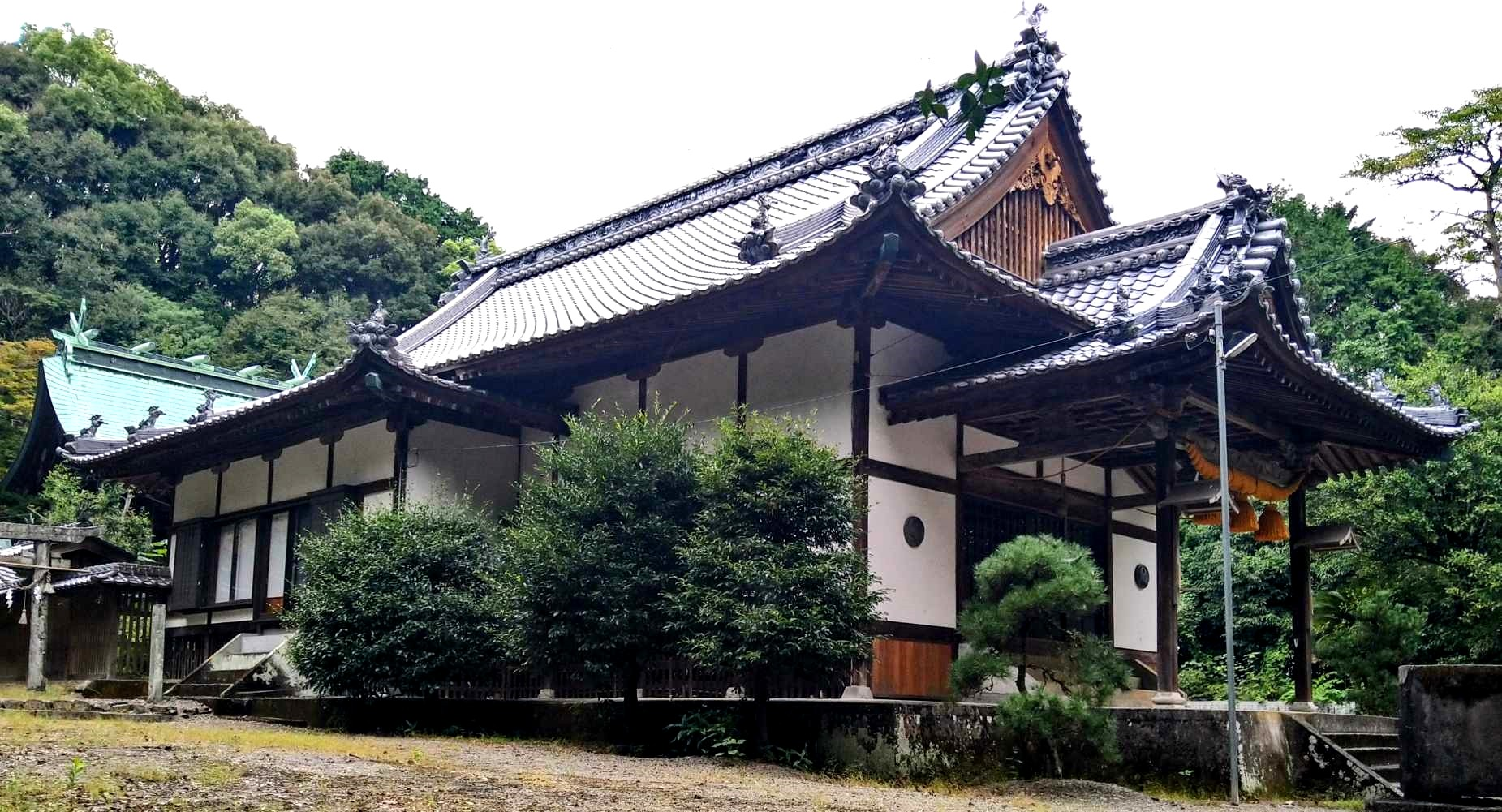
高鴨神社　本殿拝殿

正一位高鴨神社
千五百年前頃の雄略天皇の時代、大和の高鴨大御神の分霊を迎えたのが始まりで当地の信仰厚く平安時代には伊予の官社になり十町余の免田を有し江戸時代には小松藩主一柳家の崇敬を受け、嘉永元年には正一位の神階を賜る。

## 前後の札所
四国八十八箇所
60 横峰寺 --(9.7 km)--  61  香園寺 --(1.3 km)-- 62 宝寿寺

## 周辺の弘法大師関連寺院

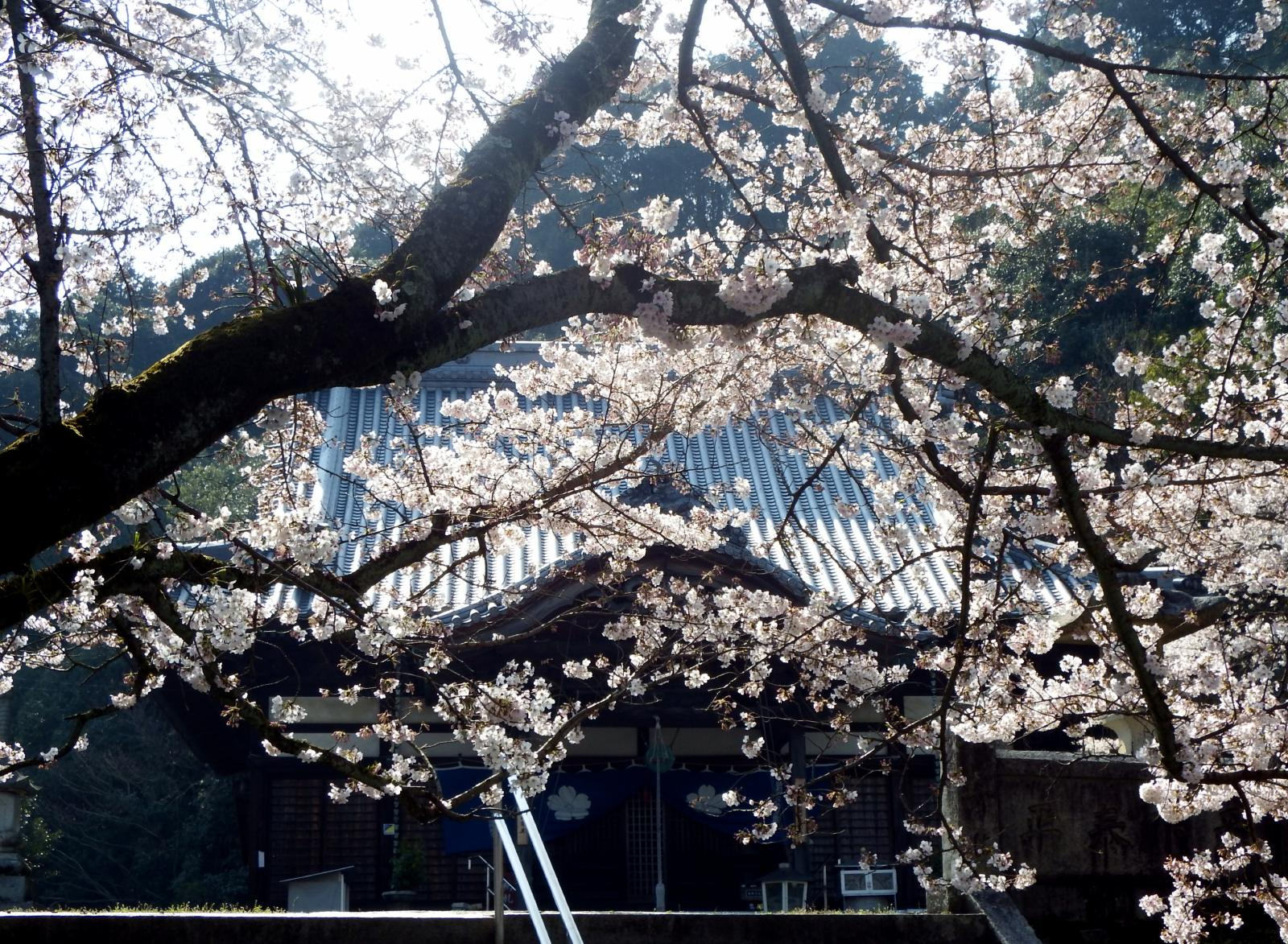
久妙寺の本堂前

梵音山弘法院東光坊久妙寺
本尊は千手観音。当初は法相宗であったが弘法大師が逗留し真言宗になった。桜の名所である。
- 所在地：愛媛県西条市丹原町久妙寺 （久妙寺）

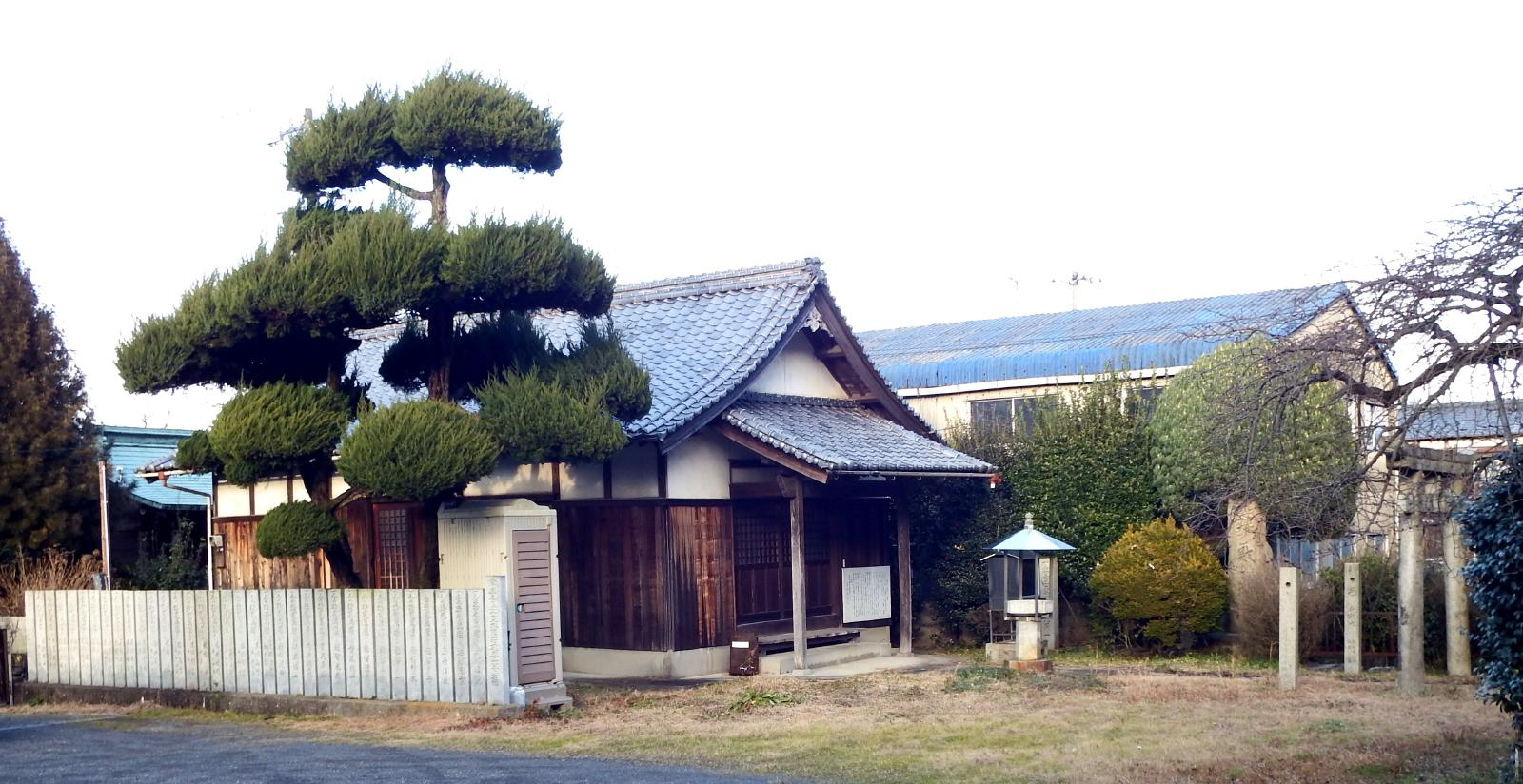
安楽寺の弁財天堂

教王山宝池院安楽寺
行基が霊泉を発見し草庵を結び本尊の阿弥陀如来（御丈2尺7寸)と観音・勢至両脇仏を納めて宝池院西光坊と称したたのが始まりと云われる。そして、弘法大師が弁財天を刻んで今でも奥殿に安置されていると云われる。その後、文久2年（1862年）信者で松山の桂月子が拝殿に日本三大弁財天より頭上にとぐろを巻く白蛇をのせた一面八臂の弁財天を勧請した。現在の弁財天堂は1976年(昭和51年)に四国(東予)七福神霊場の開創に伴い新設されたもので、拝殿・奥殿の弁財天共に秘仏で拝観はできない。拝殿弁財天の左脇侍は歳徳神、右脇侍は不動明王である。住職が在席であれば、納経朱印を頂くことが可能である。
なお、かつては弁財天堂内にて納経が行われていたが、現在の納経所は本坊となっている。
- ご詠歌：安楽の 御寺に弁財ましまして 宝池の院に 神や宿らん
- 納経印：当寺本尊、四国(東予)七福神・弁財天
- 所在地：愛媛県西条市丹原町湯谷口甲307−12 （安楽寺）

いよ小松インターチェンジ入口より松山方面へ国道11号線を7.3 km行った国道脇にある。